# Paolo Filo della Torre
Paolo Filo della Torre (* 5. November 1933 in Rom; † 9. März 2014 in Arundel, West Sussex) war ein italienischer Journalist.

## Leben
Paolo Filo della Torre besuchte das Istituto San Gabriele und studierte Politik an der Universität La Sapienza. Er begann seine berufliche Laufbahn als Ökonom an der italienischen Botschaft in Großbritannien. Er wurde dann Auslandskorrespondent für die Wirtschaftszeitung Il Sole 24 Ore in London. Im Jahr 1976 war er Mitgründer der Tageszeitung La Repubblica und schrieb weiterhin aus London. Artikel von ihm wurden auch im Economist, The Guardian und der Financial Times veröffentlicht. Conte Filo della Torre hatte Zutritt zur englischen upper class und schrieb darüber. Filo verfasste unter anderem eine Biografie über Margaret Thatcher unter dem Titel La Bambola di Ferro.
2011 erhielt er die Auszeichnung Freedom of the City of London.

## Schriften (Auswahl)
- mit Jonathan Story, Edward Mortimer: Eurocomunismo Mito o Realtà. Mailand: Mondadori, 1978
- Thatcher, la bambola di ferro. Mailand: Rizzoli, 1983
- Viva Britannia : Mrs Thatcher's Britain. London: Sidgwick & Jackson, 1985
- Elisabetta II : la donna e la regina. Mailand: Mondadori, 1994
- mit Renata Beltrami, Silvia Mazzola: La lingua nel piatto : le ricette per imparare a capire l'inglese (e gli inglesi). Mailand: Golosia, 2006
- Clandestini in Gran Bretagna, in: Polizia moderna, Vol. 59, no. 2 (Feb. 2007), Sp. 22–25
- mit Claudio Brachino: Chi ha ucciso Lady D? Mailand: Mondadori, 2007